# Konštantín Viktorín
Konštantín Viktorín (17. února 1928 Sološnica – 5. září 2017 Bratislava) byl slovenský a československý politik za Kresťanskodemokratické hnutie, poslanec Sněmovny lidu a Sněmovny národů Federálního shromáždění.

## Biografie
Profesně je k roku 1989 uváděn jako vedoucí vědecký pracovník SAV, bytem Bratislava.
V prosinci 1989 nastoupil jako bezpartijní poslanec, respektive poslanec rodící se KDH, v rámci procesu kooptací do Federálního shromáždění po sametové revoluci do Sněmovny lidu (volební obvod č. 192 - Prešov I, Východoslovenský kraj). Ve volbách roku 1990 přešel do slovenské části Sněmovny národů. Zvolen byl za KDH. Ve federálním parlamentu setrval do konce volebního období, tedy do voleb roku 1992.
Již 30. listopadu 1989 se podílel na přípravách vzniku KDH. V roce 1990 zasedal v předsednictvu ustavujícího sjezdu KDH v Nitře. Patřil mezi výrazné představitele KDH v jeho počáteční fázi existence. Zastával post místopředsedy Federálního shromáždění a předsedal zde poslaneckému klubu KDH. Zasedal v předsednictvu Rady KDH.
V 90. letech se uvádí jako předseda redakční rady stranického periodika Bratislavské listy. V KDH se pak angažoval i v následujících letech. V roce 2006 se vyjádřil společně s Ivanem Čarnogurským, coby zakládající členové strany, k výsledkům parlamentních voleb na Slovensku 2006. Označili je za debakl. V otevřeném dopise pak konstatovali, že „KDH nezvládlo ani povolební jednání. Žádáme svolání mimořádného sněmu a vyvození odpovědnosti“.